# Општина Марђиња (Сучава)
Марђиња (рум. Marginea) општина је у Румунији у округу Сучава.
Oпштина се налази на надморској висини од 438 m.